# Corynebacterium diphteriae
A Corynebacterium diphteriae a diftéria (torokgyík) kórokozója. A baktérium a torok nyálkahártyáján szaporodik el és pszeudomembránt hoz létre. Az összes klinikai tünetért a diftéria exotoxin a felelős, amelynek a génje profágon kódolódik, s amely a sejtekben leállítja a fehérjeszintézist.

## Fordítás
- Ez a szócikk részben vagy egészben  a   Corynebacterium diphteriae című angol Wikipédia-szócikk ezen változatának fordításán alapul.  Az eredeti cikk szerkesztőit annak laptörténete sorolja fel. Ez a jelzés csupán a megfogalmazás eredetét és a szerzői jogokat jelzi, nem szolgál a cikkben szereplő információk forrásmegjelöléseként.